# Schwöllbronn
Schwöllbronn is een plaats in de Duitse gemeente Öhringen, deelstaat Baden-Württemberg, en telt 406 inwoners (2008).